# Dafen (China)
Dafen is een Chinese plaats in het subdistrict Buji in het district Longgang. Het behoort tot de prefectuurstad Shenzhen en ligt ten noorden van Hongkong.
Dafen kent de grootste productie van nagemaakte olieverfschilderijen ter wereld. Jaarlijks worden er rond vijf miljoen geproduceerd en is daarmee goed voor 60 procent van de wereldproductie aan namaakschilderijen.

## Geschiedenis
In het begin van de jaren 1990 vestigde zich hier een groep van zesentwintig kunstschilders onder leiding van de schilder en zakenman Huang Jiang. Hij had een order van een Amerikaans warenhuis gekregen die vijftigduizend olieverfschilderijen wilde kopen. Hij vestigde de kunstschilders in Dafen, omdat dit net over de grens is met Hongkong, waar de lonen veel hoger liggen.

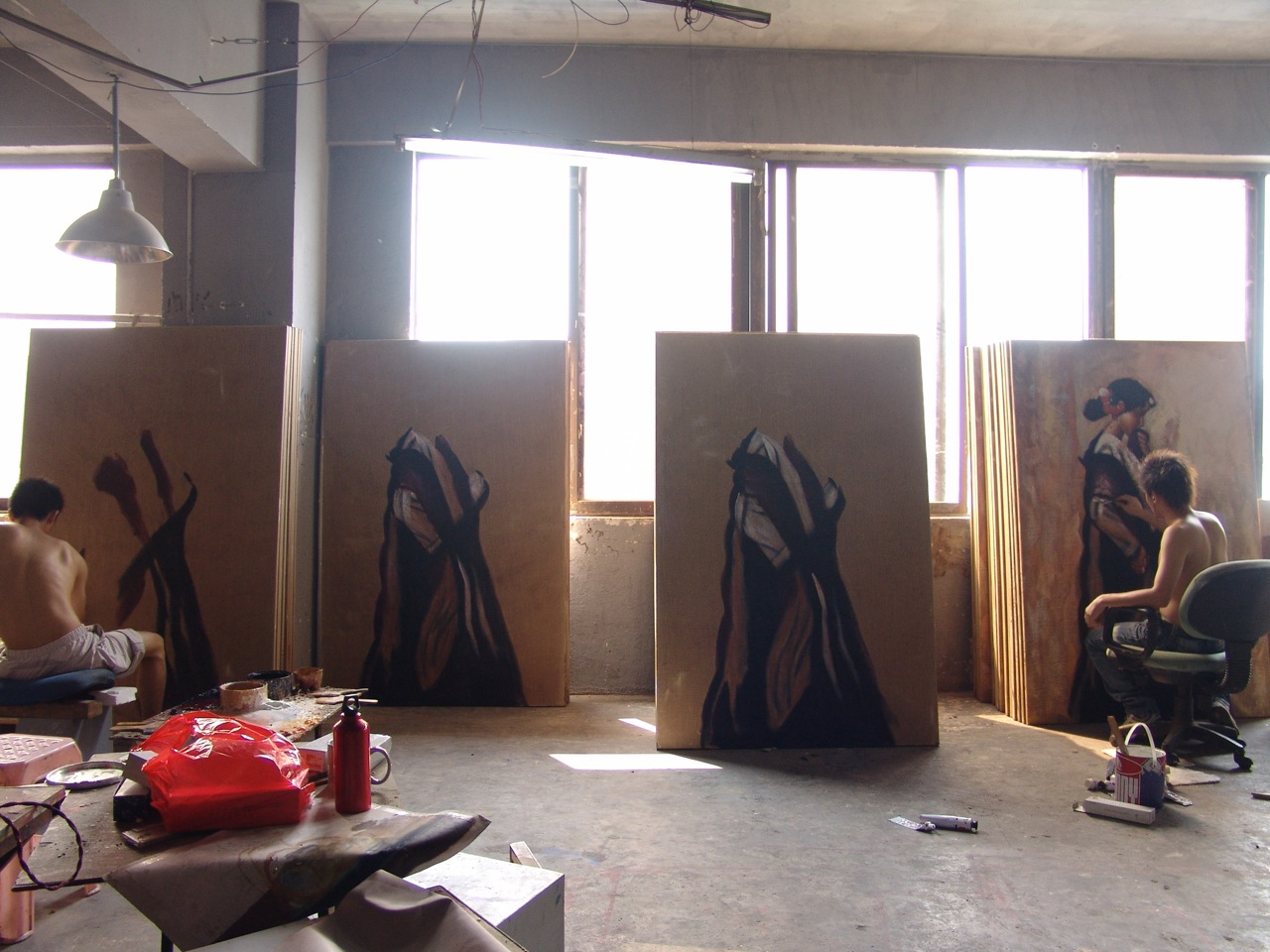
Schildersatelier in Dafen

De kunstenaars specialiseerden zich in het maken van replica's in grote series van de schilderijen van grootmeesters als Van Gogh, Dali, Da Vinci, Rembrandt of Warhol.
Het succes van de onderneming bleek uit de steeds toenemende vraag naar replica's die voor relatief weinig geld werden verkocht in vele landen. Dit succes van de productie en verkoop van olieverfschilderijen leidde tot een toename van het aantal kunstschilders en hun leerlingen die zich in Dafen vestigden: naar schatting (anno 2006) enige duizenden. Veel van deze kunstschilders hebben zich tijdens hun studie op een kunstacademie gespecialiseerd in realistische schildertechnieken en verdienen hier een inkomen door in een fabrieksmatige omgeving tientallen kopieën per dag te produceren.
Het betreft replica's van schilderijen van auteurs die meer dan 70 jaar geleden overleden zijn. Het auteursrecht is dan vervallen en er zijn geen bezwaren om deze werken te kopiëren, anders dan dat duidelijk moet zijn dat het kopieën zijn.